# Charcé-Saint-Ellier-sur-Aubance
Charcé-Saint-Ellier-sur-Aubance is een voormalige gemeente in het Franse departement Maine-et-Loire in de regio Pays de la Loire en telt 698 inwoners (2005).

## Geschiedenis
De gemeente werd op 1 januari 1973 gevormd door de fusie van de toenmalige gemeenten Charcé en Saint-Ellier en maakte deel uit van kanton Thouarcé tot dit op 22 maart 2015 werd opgeheven. Charcé-Saint-Ellier-sur-Aubance werd opgenomen in op die dag gevormde kanton Les Ponts-de-Cé. Op 15 december 2016 werd de gemeente opgeheven en opgenomen in de op die dag gevormde commune nouvelle Brissac Loire Aubance.

## Geografie
De oppervlakte van Charcé-Saint-Ellier-sur-Aubance bedraagt 16,9 km², de bevolkingsdichtheid is 41,3 inwoners per km².
De onderstaande kaart toont de ligging van Charcé-Saint-Ellier-sur-Aubance met de belangrijkste infrastructuur en aangrenzende gemeenten.

## Demografie
Onderstaande figuur toont het verloop van het inwonertal.